# Talang Tinggi (Ulu Manna)
Talang Tinggi is een bestuurslaag in het regentschap Bengkulu Selatan van de provincie Bengkulu, Indonesië. Talang Tinggi telt 983 inwoners (volkstelling 2010).